# 斎藤鎮実
斎藤 鎮実（さいとう しげざね）は、戦国時代から安土桃山時代にかけての武将。大友氏の家臣。

## 生涯
父斎藤長実は加判衆を務めるなど、豊後国の戦国大名大友氏の重臣の一人で弓術指南の家柄であった（「長」の字は大友義長から偏諱を賜ったもので、彼の代から仕えていたと思われる）が、天文19年（1550年）に主君・大友義鑑（義長の子）が嫡男・義鎮（後の大友宗麟）を廃嫡しようとするのを諌めたため誅殺される。これを契機に義鎮派の家臣が蜂起、二階崩れの変が勃発する。義鑑はこの際に受けた傷が元で死去、義鎮が大友氏当主となった。義鎮は亡き長実の名誉を重んじ鎮実に所領を安堵して、重臣の一人に加えると共に、偏諱（「鎮」の字）を与えた。鎮実は戸次鑑連と共に変の黒幕とされた入田親誠討伐に出陣した。
鎮実は勇将として知られ、後に菊池義武や高橋鑑種の謀反鎮圧、元亀元年（1570年）には龍造寺隆信との今山の戦いにも参戦している。この戦いには二度に渡り龍造寺軍と戦って、自らも負傷しながら戦功を立てて宗麟から感状2つを受け取った。彼の功績の最たるものは永禄10年（1567年）7月、筑後衆を率いる大将として出陣し、筑紫惟門との戦いであろう。初戦で惟門・広門親子の誘引に掛かり敗退したが、復讐に燃える鎮実は十数日に渡って攻撃し、遂に惟門を自害させ、子広門は降伏を願い出た。鎮実は人質をとってこれを承諾する。
天正6年（1578年）、耳川の戦いでは、積極攻勢を主張する田北鎮周らと慎重派の角隈石宗らと対立する状況のなか、田北が急に耳川の強行渡河を始め、それを続いて接戦しかを得ない鎮実と吉弘鎮信、佐伯惟教らと共に島津軍に突撃した。最初は大友軍に有利の戦況であったが、大友軍の前線総指揮・田原紹忍が全軍の統制をまとまることができなかったため、進むべき戦機なのに退却の指示を下したので大友軍は乱れて、それぞれ島津軍の伏撃・側面からの攻撃に遭って壊滅し、鎮実もこの際に討死した。

## 島津討伐に反対
宗麟は土持親成を滅ぼすと家老達を呼び、島津討伐の宣言をした。しかしそれは建前で日向国にキリスト教の王国の建国が目的であった。田北鎮周と角隈石宗が反対意見を提言し他の家老もその意見に賛成する。宗麟は不満の顔をあらわし場を立ち去った。この話を聞いた鎮実は急ぎ、臼杵丹生島城を訪れて宗麟に謁見し「島津と戦っている間に長引けば、龍造寺隆信は必ず蜂起し、毛利輝元は祖父が筑前で負けたことを晴らそうとこの隙を突いて戦いを挑んでくる。そうすれば我が大友は三方を敵に囲まれることになる。そうなればどうされるおつもりか」と宗麟に激しく言い寄った。既に吉岡宗歓、臼杵鑑速はこの世になく、戸次鑑連は遠く筑前国にあり、宗麟に面と向かって意見できるものは皆無に近かった。宗麟と年の近い鎮実は皆の意見を代表する形であったが、この意見も全く宗麟には通じなかった。